# Tobermore United FC
Tobermore United FC is een Noord-Ierse voetbalclub uit Tobermore.

## Geschiedenis
De club werd opgericht in 1965. Superster George Best sloot in 1984 zijn carrière af bij Tobermore. Het is de enige Noord-Ierse club waar de legende ooit voor speelde. In 2005 promoveerde de club naar de First Division (tweede klasse).